# Bambusa bambos
Bambusa bambos är en gräsart som först beskrevs av Carl von Linné, och fick sitt nu gällande namn av Andreas Voss. Bambusa bambos ingår i släktet Bambusa och familjen gräs. Inga underarter finns listade i Catalogue of Life.

## Bildgalleri

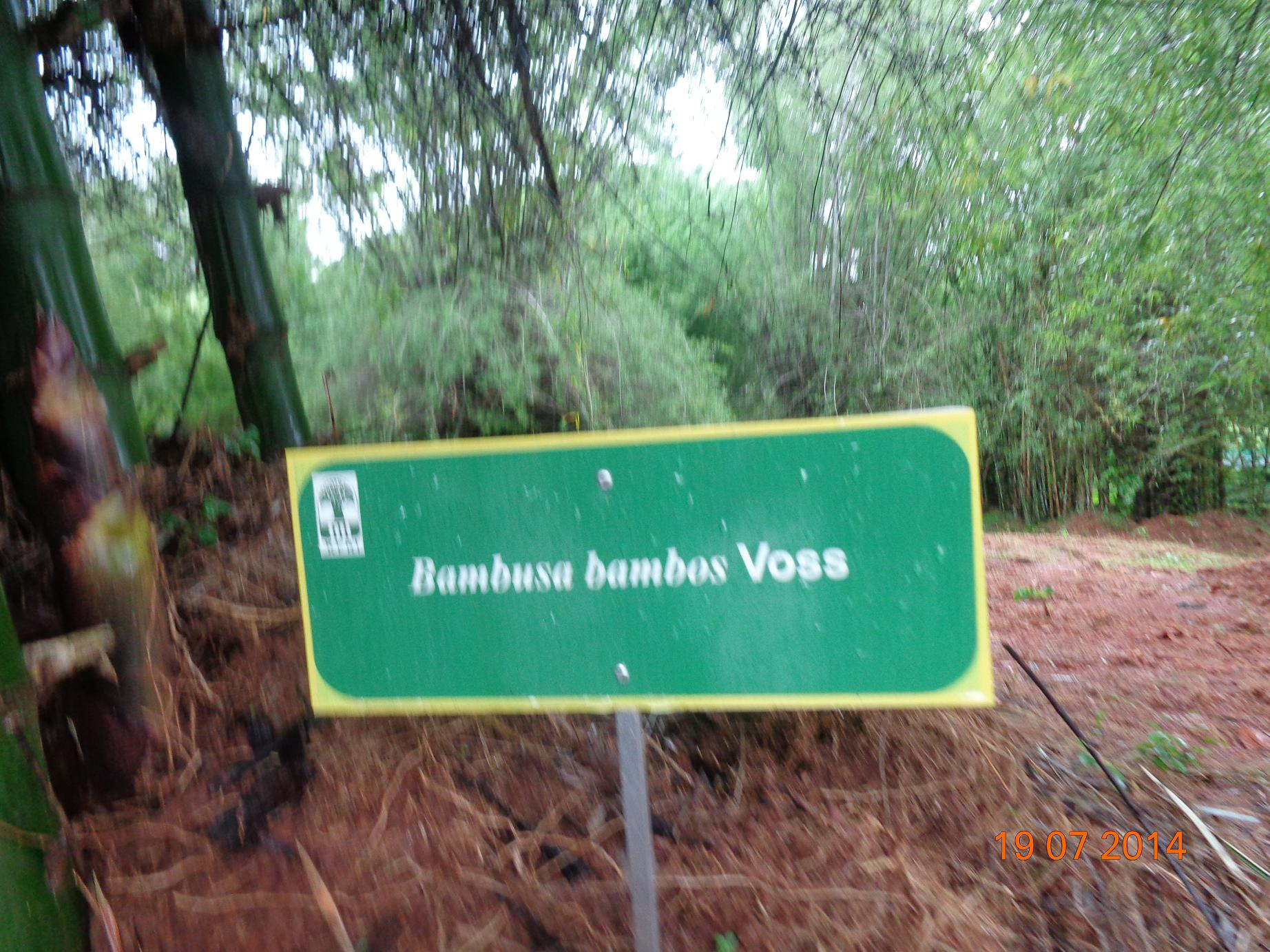